# Call of Duty: Black Ops – Zombies
Call of Duty: Black Ops - Zombies est un jeu dérivé du mode Zombies de la série Call of Duty et la suite de Call of Duty: Zombies. Développé par Ideaworks Game Studio et publié par Activision pour les plateformes iOS et Android, il a été lancé dans certains pays le 1er décembre 2011. 

## Vue d'ensemble
Il s'agit de la suite du mode populaire de Call of Duty: World at War, le cinquième titre de la série Call of Duty. Le jeu permet un mode multijoueur en coopération de deux à quatre joueurs, et, comme nouveauté sur la plateforme iOS, le chat vocal, et une autre nouvelle fonctionnalité - s'accroupir et s'allonger complètement - une première pour tous les jeux de tir à la première personne sur iOS. La première carte publiée était Kino Der Toten. Dead Ops Arcade a également été entièrement adapté à la plate-forme iOS, avec 50 niveaux, et le joueur peut choisir et incarner l'un des quatre personnages de la version console (Tank Dempsey, Nikolai Belinski, Takeo Masaki et le docteur Edward Richtofen) ou l'un des quatre personnages aléatoires de Dead Ops Arcade et un soldat "débutant" dans le tutoriel. Activision a déclaré que d'autres packs de cartes seraient mis à disposition gratuitement dans un avenir proche. Ascension était indiqué comme étant à venir dans la sélection des cartes, tandis que le nom de Call of the Dead apparaissait brièvement par la suite. Ces deux cartes ont été publiées.
Kino Der Toten ressemble beaucoup à ses homologues sur console/PC, à l'exception de son escalier central qui a été transformé en deux rampes qui partent dans deux directions et se rejoignent. Toutes les portes, perks et armes coûtent le même nombre de points que sur console/PC.
"Ascension" est également assez similaire à son jeu d'origine avec le retour des singes de l'espace, le processus pack a punch, les perks et les armes. 